# Stephen Hillenburg

Firma di Stephen Hillenburg

Stephen McDannell Hillenburg (Lawton, 21 agosto 1961 – San Marino, 26 novembre 2018) è stato un disegnatore e biologo statunitense, famoso per aver creato la serie animata SpongeBob.

## Biografia
Dopo essersi diplomato alla Savanna High School, Hillenburg si iscrisse alla Humboldt State University dove si laureò nel 1984 in interpretazione e progettazione di risorse naturali, con un accento sulle risorse marine. Nel 1992 ottenne un Master in Belle Arti in una laurea d'animazione sperimentale al California Institute of the Arts. È stato insegnante di biologia marina; ha lavorato come biologo marino dal 1984 al 1987, anno in cui decise di intraprendere la carriera di animatore.
Morì il 26 novembre 2018 all'età di 57 anni, a causa di complicazioni date dalla patologia della SLA diagnosticatagli nel marzo 2017 assieme a un infarto cardiaco Secondo al suo certificato di Morte le sue spoglie sono state sparse nell'Oceano pacifico.
La Clathria hillenburgi è stata chiamata così in suo onore.

## Carriera
Ha fatto parecchi corti cinematografici, due dei quali premiati internazionalmente. Ha lavorato come direttore creativo per la serie La vita moderna di Rocko. Per quanto riguarda la sua creatura più famosa, SpongeBob SquarePants, Hillenburg sviluppò un concept per un nuovo show sulle creature marine, disegnando i personaggi basandosi su un suo precedente fumetto del 1989. Si concentrò su una spugna, che inizialmente disegnò con una forma "naturale", e ne cambiò l'aspetto, facendola diventare quadrata perché visivamente più divertente. Dopo la sua morte, sono stati annunciati per SpongeBob due serie spin-off, una sull'infanzia di SpongeBob e uno su Patrick e altri nuovi film.